# Тарнаватка (Люблінське воєводство)
Тарнаватка (або Тернаватка, пол. Tarnawatka) — колишнє українське село в Польщі, у гміні Тарнаватка Томашівського повіту Люблінського воєводства. Населення — 941 особа (2011).

## Розташування
Лежить на Закерзонні (в історичній Холмщині).

## Історія
Первісним населенням Тарнаватки були русини, які компактно проживали на своїх історичних землях.
Після анексії Галичини Польщею була почата колоніальна політика латинізації і полонізації українських земель. Тарнавацьке негродове староство входило до Белзького повіту Белзького воєводства, об'єднувало 10 сіл (Тарнаватка, Паньків, Верехані, Вепрів, Майдан Зелений, Лущець з Гутою, Шур Новий, Майдан-Великий (Грубешівський повіт) і Майдан Малий).
За люстрацією 1565 р. в селі були 24 кмети на півланах, 1 на 1/4 лану, півлану пустого, 16 загородників, 11 бортників, корчмар, мельник, князь (старійшина сільської громади на волоському праві) і комірник. 1578 року вперше згадується православна церква в селі.
За даними етнографічної експедиції 1869—1870 років під керівництвом Павла Чубинського, у селі переважно проживали римо-католики, але населення здебільшого розмовляло українською мовою.
У 1890 р. на місці колишньої греко-католицької (зведеної в 1679 р.) була збудована православна церква. На той час у Тарнавці проживало 714 жителів, більшість із яких були православними, за винятком 164 римокатоликів і 15 юдеїв. В селі була початкова школа, волосний суд і волосна управа, кілька ремісників, 54 оселі, панський двір (з тартаком паровим і тартаком водяним, 2 скипидарнями, вапнярнею, майстернею млинових каменів і каменоломнею). До волості належали 7 фільварків (Тарнаватка, Пухарки, Зелене, Перейма, Верехані, Майдан і Вепрів у складі Скрипний Острів, Паучне і Гута Шкляна).
У ХХ столітті в селі ще проживали греко-католики, які належали до місцевої парафії, попри захоплення храму Російською православною церквою в 1875 р.
У 1921 р. церкву захопили поляки під костел. У 1922 р. поляки зняли купол із захопленої ними церкви і переробили її на костел.
У міжвоєнні 1918—1939 роки польська влада в рамках великої акції закриття та руйнування українських храмів на Холмщині і Підляшші перетворила одну місцеву православну церкву на римо-католицький костел, а липні-серпні 1938 року знищила й другу церкву.
За німецької окупації 1939—1944 років у селі діяла українська школа. У 1943 році в селі проживало 398 українців і 911 поляків.
У 1975—1998 роках село належало до Замойського воєводства.

## Сучасність
На колишньому греко-католицькому цвинтарі збереглося коло 20 кам'яних надгробків. На колишньому православному цвинтарі (функціонував у 1875—1921 рр.) кам'яні надгробки зібрані з поховань і в 2000 р. встановлені кількома рядами, чим було порушене їх історичне розташування.

## Населення
Демографічна структура станом на 31 березня 2011 року:
|          | Загалом | Допрацездатний вік | Працездатний вік | Постпрацездатний вік |
| -------- | ------- | ------------------ | ---------------- | -------------------- |
| Чоловіки | 454     | 99                 | 314              | 41                   |
| Жінки    | 487     | 101                | 281              | 105                  |
| Разом    | 941     | 200                | 595              | 146                  |